# Дарфурський конфлікт
Дарфурський конфлікт — міжетнічний конфлікт у Судані, що вилився в збройне протистояння між центральним урядом, неформальними проурядовими арабськими озброєними загонами «Джанджавід» і повстанськими угрупованнями місцевого негроїдного населення.

## Передумови
Регіон Дарфур населений представниками різноманітних народностей, котрі в принципі можна об'єднати в дві групи — темношкірі африканці та арабізовані суданські племена що почали проникати в регіон не раніше середини XVIII століття[джерело?]. І ті, і інші сповідують іслам, відносини між двома етнічними групами відзначалася постійною напруженістю від початку контактів що призводило до регулярних збройних зіткнень. До початку XX століття регіон являв собою центр узаконеної работоргівлі (після офіційної заборони в менших обсягах, латентної), причому осілі темношкірі та кочові арабомовні вели суперечку одне з одним при здійсненні набігів на сусідній Бахр-ель-Газаль для захоплення рабів та подальшого їх перепродажу в інші райони Африки та поза неї. Конфліктували між собою в основному з приводу обмежених земельних і водних ресурсів. Наприкінці XX століття пустеля почала поглинати придатні до життєдіяльності землі, заселені арабомовними-кочівниками, і ті стали мігрувати на південь, що й призвело до загострення міжетнічних конфліктів.

## Конфлікт
У 2003 році проти уряду Судану виступили два збройні угруповання: «Фронт звільнення Дарфура», пізніше перейменований в Суданський рух звільнення (SLM/СРЗ). СРЗ складався в основному з народностей фур, загава і масолітів і його бойові формування діяли в основному в районі кордону з Чадом. «Рух за справедливість і рівність» в свою чергу складався в основному з числа колишніх прихильників ісламістського лідера Хасана аль-Турабі.
25 лютого загони СРЗ захопили центр Голо поблизу з кордоном з Чадом, а 4 березня його загони намагалися захопити Ель-Фашер, але були відкинуті урядовими військами. 6 вересня уряд СЗД при посередництві Чаду підписали угоду про припинення вогню, домовившись розпочати повномасштабні переговори з урегулювання конфлікту. Однак дуже скоро керівництво СЗД звинуватило уряд у порушенні угоди. Розширення і інтенсивність конфлікту змусили владу передислокувати до Дарфуру великі військові підкріплення, більш широко і активно почала підключатись військова авіація. Уряд Судану задіяв організоване з місцевих арабомовних кочівників ополчення «Джанджавід» («дияволи на конях»), які регулярно здійснювали напади на темношкірих фермерів, спалюючи при цьому цілі села і скоюючи інші види насильства. Бойовики Джанджавіл виганяли чорні племена для звільнення сільськогосподарських земель, але після відкриття родовищ нафти в південному Дарфурі в 2005 році головною їх метою стало створення «санітарних зон» навколо нафтових родовищ.
Озброєний конфлікт в Дарфурі викликав масовий потік біженців. За даними Верховного комісара ООН у справах біженців, тільки в грудні 2003 року в сусідній Чад бігли до 30 тис. чоловік, а до середини лютого 2004 року в сусідню країну бігло від 110 до 135 тис. чоловік.
В ході бойових дій арабські села залишалися недоторканими, тоді як села, населені чорношкірими суданцями, спалювалися дотла.
У лютому 2004 року уряд після захоплення міста Тіні на кордоні з Чадом оголосило про свою перемогу над повстанцями, однак повстанці стверджують, що вони зберігають контроль над сільськими районами.
Обидві сторони в конфлікті звинувачували один одного в серйозних порушеннях прав людини, включаючи масові вбивства, зґвалтування та грабежі мирних жителів. Чаша терезів вже незабаром схилилася на користь краще озброєних загонів Джанджавіду. До весни 2004 року декілька тисяч чоловік — в основному чорношкірих — були вбиті, і приблизно мільйону довелося покинути свої будинки, що викликало серйозну гуманітарну кризу. Вона досягла міжнародного масштабу, коли більше ста тисяч біженців, переслідуваних загонами Джанджавіду, ринули в сусідній Чад, що призвело до сутичок між Джанджавідом та чадськими прикордонниками.

### Події 2004 року

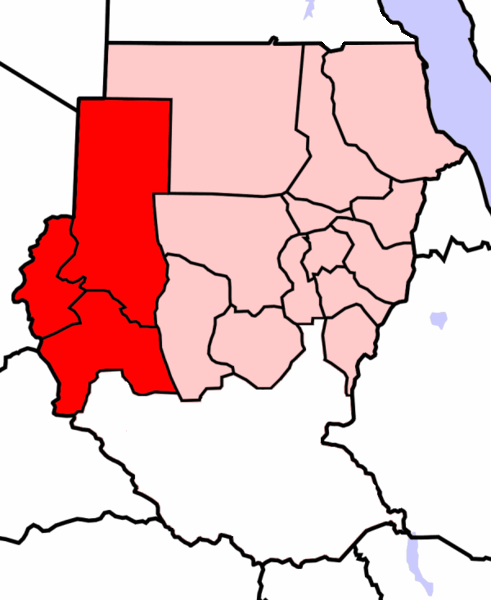
Дарфур на карті Судана

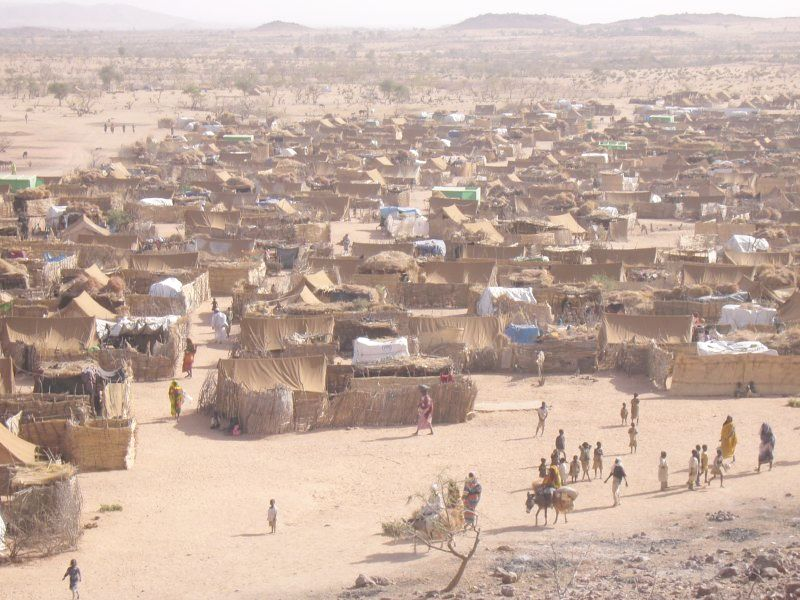
Табір дарфурських біженців в Чаді

Ще в 2004 році генеральний секретар ООН (в той час Кофі Аннан) попередив світову громадськість про реальну небезпеку геноциду в Дарфурі. Спостерігачі порівнювали дії «Джанджавід» з різаниною в Руанді, а застосовувані ними методи — з етнічними чистками в Югославії. У той же час віддаленість зони конфлікту вкрай ускладнювала можливість доставки гуманітарної допомоги сотням тисяч постраждалих.
На початку липня 2004 року регіон відвідали Кофі Аннан і Держсекретар США Колін Пауелл. Африканський союз і Європейський союз направили представників для спостереження за припиненням вогню, угода про який була підписана в квітні 2004.
30 липня 2004 Рада Безпеки ООН прийняла резолюцію щодо кризи в Дарфурі, зобов'язучи уряд Судану протягом 30 днів роззброїти загони «Джанджавід».
Ліга арабських держав зажадала надати Судану більш тривалий термін і попередила, що Судан не повинен перетворитися на ще один Ірак. ЛАД категорично відкидала будь-яке втручання в зону військового конфлікту.
23 серпня 2004 року в столиці Нігерії Абуджі почалися багатосторонні переговори щодо врегулювання дарфурської кризи за участю представників дарфурських повстанських угруповань («Суданська визвольна армія» і рух «Справедливість і рівність»), суданського уряду і чинного голови Африканського союзу президента Нігерії Олусегуна Обасанджо.
Зустріч проходила під егідою Африканського союзу за участю Ліги арабських держав, а також Еритреї, Лівії, Уганди, Чаду і Малі. Переговори результатів не дали.
25 серпня 2004 Єврокомісія оголосила про виділення Судану гуманітарній допомоги на суму € 20 млн для подолання кризи в Дарфурі. Близько € 15 млн надано для купівлі продовольства і медикаментів біженцям, інші € 5 млн виділялися миротворчим організаціям, що діють на території Дарфура. З січня до серпня 2004 Єврокомісія виділила Судану € 104 млн гуманітарної допомоги.
18 вересня 2004 Рада Безпеки ООН прийняла резолюцію про події в Судані, яка зажадала від влади країни чинити тиск на бойовиків, які вбивають мирне населення у Дарфурі. РБ ООН зажадала від Судану більш активно співпрацювати з Африканським союзом у врегулюванні конфлікту. У Дарфурі до цього часу перебувало 80 інспекторів і 300 військовослужбовців з різних африканських країн (в основному з Нігерії). ООН зажадала від Судану значного збільшення контингенту Афросоюзу в Дарфурі.
Оглядачі відзначали невипадковість того, що резолюція пов'язувала проблему геноциду в Дарфурі з нафтою. Сам криза розгорілася буквально відразу після того, як в цій частині країни були виявлені колосальні запаси нафти. Її розробкою займаються французькі та китайські нафтові компанії, тому Франція і Китай підтримують в ООН суданську владу, а США — ні.
Суданський уряд оголосив обговорення кризи в ООН втручанням у свої внутрішні справи і «спробою США розв'язати агресію проти Судану».
18 жовтня 2004 року в Триполі (Лівія) відбувся саміт за участю делегацій Лівії, Судану, Чаду, Єгипту і Нігерії, а також представників двох повстанських угруповань Дарфура, де була зроблена спроба врегулювати кризу силами африканців і уникнути застосування до Судану міжнародних санкцій.
Судан запропонував «провести децентралізацію влади» в провінції, створивши органи місцевого самоврядування. Судан також оголосив про згоду значно збільшити військовий контингент Африканського союзу в Дарфурі — з 465 осіб до 4,5 тис. Однак, як заявив пізніше голова Африканського союзу Олусегун Обасанджо, кількість військ буде збільшено лише до 3,3 тис. осіб і не раніше початку листопада 2004 року. Для утримання військового контингенту в Дарфурі ЄС виділив $ 220 млн.
На саміті в Лівії учасники домовилися, що проблему Дарфура потрібно вирішувати без втручання міжнародного співтовариства.
5 травня 2006 року в Абуджі (Нігерія) між урядом Судану і Суданським визвольним рухом (СВД) було підписано мирну угоду.
Увечері 29 вересня 2007 року більше ніж 1000 озброєних бойовиків Суданської визвольної армії напали на військову базу африканських миротворців Хасканіта і, після багатогодинного бою, захопивши на базі зброю, вони спалили її дотла.
В результаті цього нападу загинули десять миротворців, сім з яких були з Нігерії. Рух за рівність і справедливість, в свою чергу, звинуватили в інциденті безпосередньо урядові війська.